# Carne mechada (España)

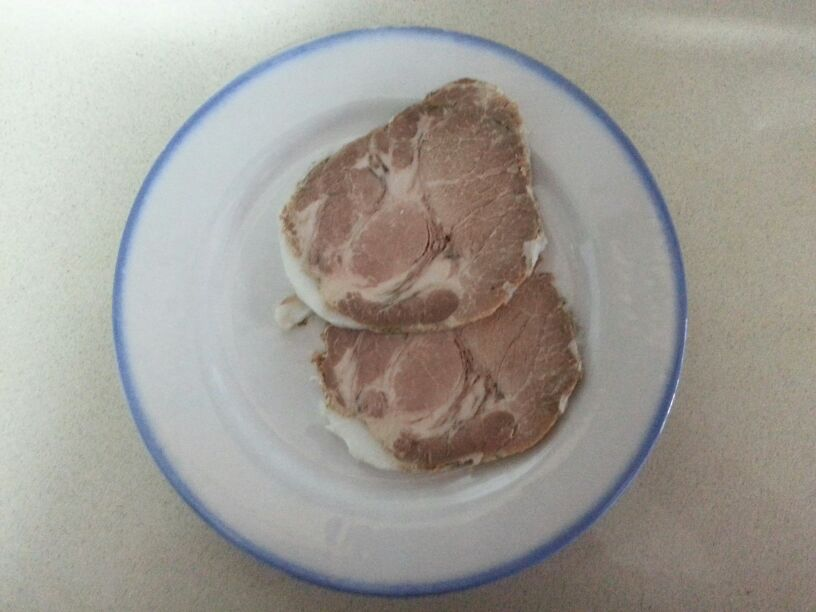
Corte de carne mechada

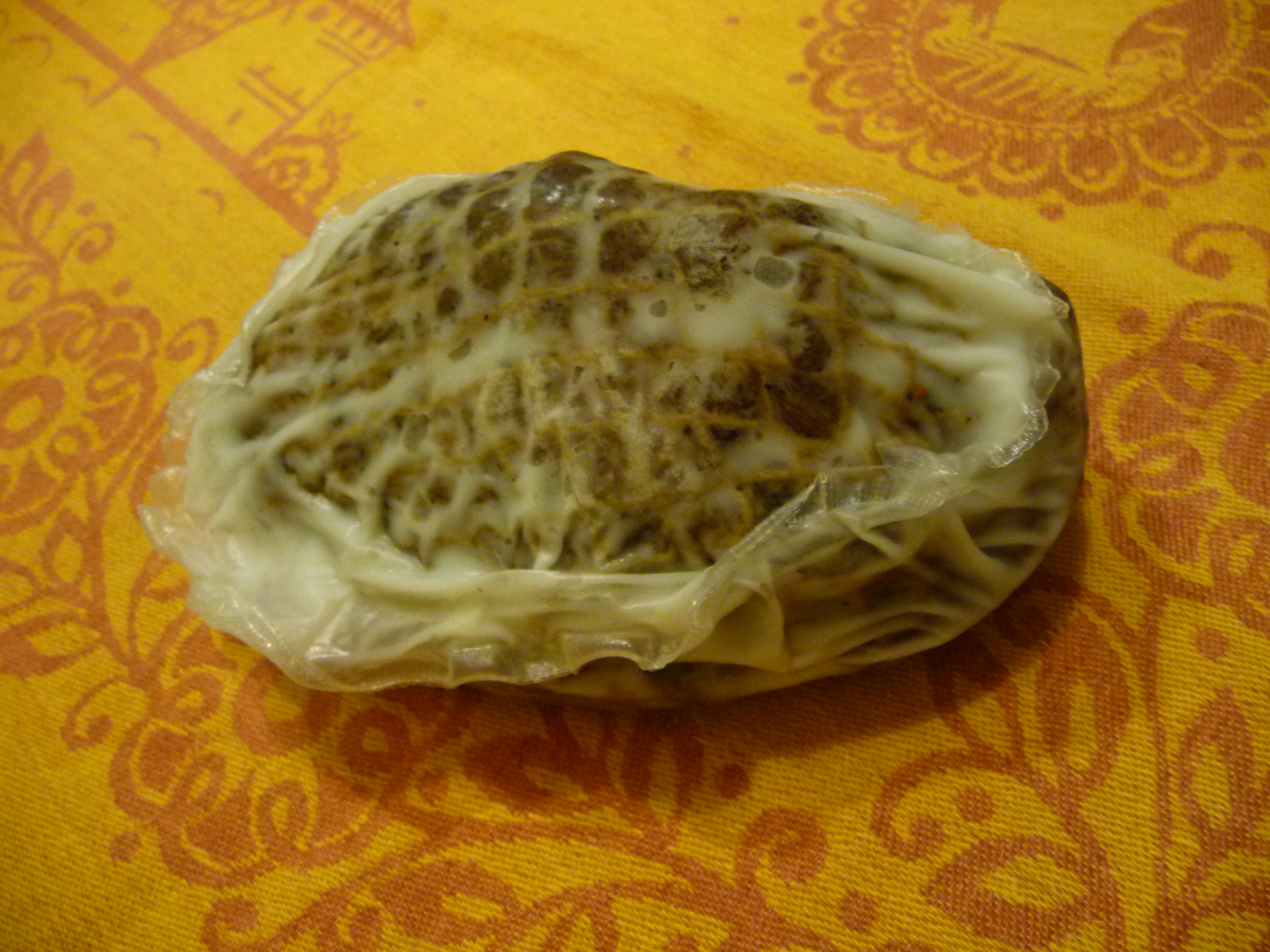
Carne mechada al vacío

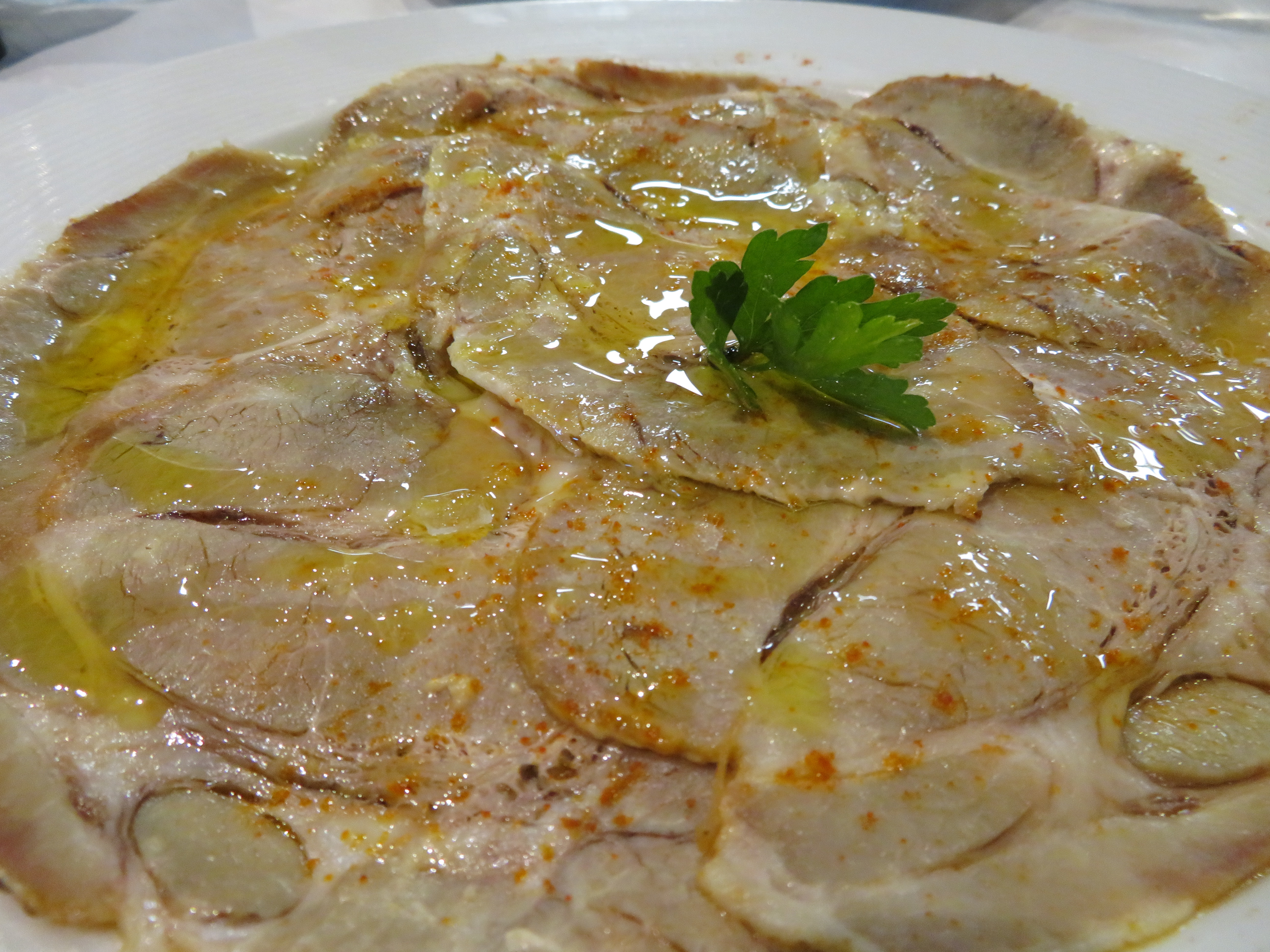
Carne de cerdo "mechá", plato tradicional andaluz

La carne mechada es una forma de cocinar piezas de carne. Es una denominación que se le da a un tipo de preparación de la carne, pero que difiere en los diversos países y/o regiones; siendo en estos países un tipo de carne deshebrada. Existen diversas recetas de carne mechada en países y regiones como Venezuela, México, Andalucía (España) o Canarias (España).

## Preparación
• Preparación al estilo andaluz
Conocida en Andalucía (España) también como carne mechá. Se utiliza la cabecera de lomo, también llamada cabezada de cerdo. Hay quienes preparan la carne mechada simplemente echando la pieza en una cacerola cubierta de agua con unas cabezas de ajo, unas hojas de laurel, un buen chorro de aceite de oliva, su sal correspondiente y dejándola cocer hasta que se ponga tierna, y luego una vez fría, cortarlas en rodajas y servirlas con unas rodajas de tomate. Esta en realidad era la forma más común de hacer la carne mechada y que aún se sigue haciendo. Pero realmente la carne mechada debe llevar embutido, tiras de zanahoria cocidas, jamón serrano, huevo duro y tocino salado. Se debe gratinar la cabecera antes de meterla al horno. Esta carne se toma fría en casa y en bares y restaurantes como tapa con un poco de limón, aceite y sal de hielo negra por encima. Comercialmente se presenta envuelta en manteca de cerdo y envasada al vacío.